# Tennantiet
Het mineraal tennantiet is een koper-ijzer-arseen-sulfide met verhoudingsformule Cu11Fe2+As4S13. Het bestaat dus uit sulfiden in verbinding met koper, ijzer en arseen. Het is naar de scheikundige Smithson Tennant (1761-1815) uit Engeland genoemd. Het is opaak en staalgrijs of zwart, het heeft een metallische glans en een roodgrijze streepkleur. Het heeft een kubisch kristalstelsel en geen splijting. De massadichtheid is 4,65 kg/l, de hardheid is 3,5 tot 4 en het is niet radioactief. Tennantiet is een mineraal dat in hydrothermale aders wordt gevormd en in gesteenten die contactmetamorf zijn. De typelocatie is Cornwall, in het zuidwesten van Engeland. Het wordt ook in Tsumeb gevonden in Namibië en in Zacatecas in Mexico.

## Lijsten
- Lijst van koperertsen
- Lijst van mineralen
- Lijst van naar een persoon genoemde mineralen

## Websites
- Tennantite Mineral Data